# Sainte Cécile (Poussin)
Pour les articles homonymes, voir Sainte Cécile, Sainte-Cécile et Cécile.
Sainte Cécile est un tableau du peintre français Nicolas Poussin. Il a été peint vers 1635. L'œuvre est aujourd'hui conservée au musée du Prado à Madrid, en Espagne.

## Description
Sainte Cécile y est figurée comme experte de la musique, représentation classique dans l'iconographie chrétienne. Poussin la montre pianotant sur un instrument à clavier, peut-être un clavecin. Devant elle, deux anges tiennent la partition. Au-dessus de la sainte, un troisième soutient le rideau. À l'arrière-plan, entre l'instrument et une colonne, deux autres anges chantent.
Les couleurs dominantes sont le rouge, le jaune et le bleu, modulés dans différentes transitions progressives entre la lumière et les surfaces sombres.

## Historique de l'œuvre
Peint vers 1635, le tableau est dans la collection de la couronne d'Espagne au moins depuis le XVIIIe siècle. En 1772, il est exposé dans la salle à manger de l'Infante au Palais royal de Madrid. Dans les années 1810, sa présence est attestée dans la chambre du prince.